# 沙瓦纳克
沙瓦纳克（法語：Chavanac，法語發音：[ʃavanak]）是法国科雷兹省的一个市镇，属于于塞勒区。

## 地理
沙瓦纳克（45°37'29"N, 2°5'39"E）面积9.85 平方千米，位于法国新阿基坦大区科雷兹省，该省份为法国中南部省份，北起上维埃纳省和克勒兹省，西接多爾多涅省，南至洛特省，东临多姆山省和康塔爾省。
与沙瓦纳克接壤的市镇（或旧市镇、城区）包括：梅马克、米勒瓦什、圣梅尔莱苏西讷、圣叙尔皮斯莱布瓦。

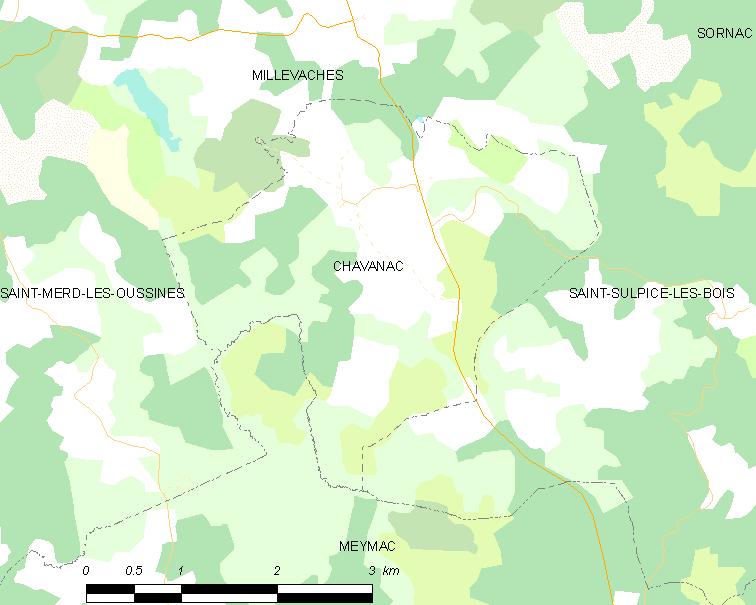
沙瓦纳克的OSM定位图

沙瓦纳克的时区为UTC+01:00、UTC+02:00（夏令时）。

## 行政
沙瓦纳克的邮政编码为19290，INSEE市镇编码为19052。

## 政治
沙瓦纳克所属的省级选区为米勒瓦什高原县。

## 人口

1962-2008年间沙瓦纳克人口变化图示

沙瓦纳克于2022年1月1日时的人口数量为49人。